# Javianne Oliver
Javianne Alissa Oliver (26 de diciembre de 1994) es una deportista estadounidense que compite en atletismo, especialista en las carreras de velocidad. Participó en los Juegos Olímpicos de Tokio 2020, obteniendo una medalla de plata en la prueba de 4 × 100 m.

## Palmarés internacional
| Juegos Olímpicos | Juegos Olímpicos | Juegos Olímpicos | Juegos Olímpicos |
| Año              | Lugar            | Medalla          | Prueba           |
| ---------------- | ---------------- | ---------------- | ---------------- |
| 2020             | Tokio (Japón)    | Medalla de plata | 4 × 100 m        |